# 미나 쿠마리
미나 쿠마리(힌디어: मीना कुमारी, 영어: Meena Kumari, 1933년 8월 1일 ~ 1972년 3월 31일)는 인도의 배우이다. 필름페어상 여우주연상 4회(1953년, 1954년, 1962년, 1965년) 수상자이다.